# Cícero Semedo
Cícero Casimiro Sanches Semedo, noto semplicemente come Cícero Semedo (Seia, 8 maggio 1986), è un calciatore portoghese naturalizzato guineense, attaccante del Florgrade.

## Carriera

### Club
Durante la sua carriera ha giocato con varie squadre di club, tra cui anche la Dinamo Mosca.

### Nazionale
Ha giocato nelle nazionali giovanili portoghesi Under-19 ed Under-21.
Conta varie presenze con la nazionale guineense.

## Palmarès

### Club

#### Competizioni nazionali
- Campionato kazako: 1

Astana: 2014